# پانگو (ویرجینیا)
پانگو (به انگلیسی: Pungo) یک منطقهٔ مسکونی در ایالات متحده آمریکا است که در ویرجینیا بیچ، ویرجینیا واقع شده‌است.